# CAMLG
CAMLG (англ. Calcium modulating ligand) – білок, який кодується однойменним геном, розташованим у людей на короткому плечі 5-ї хромосоми.  Довжина поліпептидного ланцюга білка становить 296 амінокислот, а молекулярна маса — 32 953.
| 10         |  | 20         |  | 30         |  | 40         |  | 50         |
| ---------- |  | ---------- |  | ---------- |  | ---------- |  | ---------- |
| MESMAVATDG |  | GERPGVPAGS |  | GLSASQRRAE |  | LRRRKLLMNS |  | EQRINRIMGF |
| HRPGSGAEEE |  | SQTKSKQQDS |  | DKLNSLSVPS |  | VSKRVVLGDS |  | VSTGTTDQQG |
| GVAEVKGTQL |  | GDKLDSFIKP |  | PECSSDVNLE |  | LRQRNRGDLT |  | ADSVQRGSRH |
| GLEQYLSRFE |  | EAMKLRKQLI |  | SEKPSQEDGN |  | TTEEFDSFRI |  | FRLVGCALLA |
| LGVRAFVCKY |  | LSIFAPFLTL |  | QLAYMGLYKY |  | FPKSEKKIKT |  | TVLTAALLLS |
| GIPAEVINRS |  | MDTYSKMGEV |  | FTDLCVYFFT |  | FIFCHELLDY |  | WGSEVP     |

A: Аланін

C: Цистеїн

D: Аспарагінова кислота

E: Глутамінова кислота

F: Фенілаланін

G: Гліцин

H: Гістидин

I: Ізолейцин

K: Лізин

L: Лейцин

M: Метіонін

N: Аспарагін

P: Пролін

Q: Глутамін

R: Аргінін

S: Серин

T: Треонін

V: Валін

W: Триптофан

Кодований геном білок за функцією належить до фосфопротеїнів. 
Задіяний у таких біологічних процесах як взаємодія хазяїн-вірус, поліморфізм. 
Локалізований у мембрані.